# Arraiján
Arraiján – miasto w Panamie; 96 tys. mieszkańców (2008). Czwarte co do wielkości miasto kraju.